# Kojak: The Belarus File
Kojak: The Belarus File (în traducere „Kojak: Dosarul Belarus”) este un film de televiziune american din 1985, regizat de Robert Markowitz. A fost produs de compania Universal City Studios ca o continuare a serialului Kojak (1973–1978) și îl are pe actorul Telly Savalas în rolul locotenentului de poliție Theo Kojak. Filmul a fost difuzat în premieră la 16 februarie 1985 în cadrul emisiunii „CBS Saturday Movie” de la postul de televiziune CBS.
Scenariul filmului este inspirat din cartea de non-ficțiune The Belarus Secret („Secretul belarus”, 1982) al scriitorului american John Loftus⁠(d) (n. 1950), care prezintă protejarea de către serviciile secrete americane a unor colaboraționiști ruși⁠(d) ai naziștilor în vremea ocupației germane a Bielorusiei⁠(d), precum și de personajul titular al serialului Kojak, creat de Abby Mann⁠(d). Producătorii i-au reunit în acest film pe Theo Kojak și pe principalii săi colaboratori (căpitanul Frank McNeil și detectivii Stavros, Rizzo și Saperstein) într-o încercare nereușită de a relua popularul serial polițist.
Locotenentul de poliție Theo Kojak, personajul principal al filmului, investighează aici uciderea aparent fără motiv a mai multor imigranți ruși în vârstă, descoperă, cu ajutorul funcționarei federale Dana Sutton, unele implicații politice la nivel înalt în contextul Războiului Rece și intră astfel în conflict cu Departamentul de Stat al Statelor Unite ale Americii.

## Rezumat
Heinrich Buchart, un cetățean străin în vârstă, sosește în 12 noiembrie 1984 la New York și este condus în fața unei case supravegheate de niște indivizi necunoscuți. Proprietarul casei, comerciantul Peter Barak, îl observă și, după ce fiica sa, Elissa, pleacă la serviciu, părăsește repede locuința pe o ușă de serviciu. Buchart ajunge apoi în fața Restaurantului Kaukas, unde se uită prin fereastră și identifică rapid trei bărbați în vârstă: Vadim Sevatsky, Nicolae Kastenov și Vladimir Fitzev. Ultimul dintre ei îl observă, iar câtva timp mai târziu este împușcat mortal în atelierul tipografic unde lucra.
Locotenentul Theo Kojak de la Departamentul de Poliție din New York (NYPD) preia conducerea anchetei, dar nu reușește să descopere niciun motiv clar pentru uciderea lui Fitzev. În același timp, Elissa Barak îl anunță îngrijorată pe Kojak că tatăl ei, un vechi prieten al polițistului, a plecat de acasă în ziua anterioară și nu s-a mai întors. Kojak se deplasează la biroul lui Barak și găsește acolo fotografia unui comandant SS din perioada celui de-al Doilea Război Mondial, pe care Elissa nu-l recunoaște. În ziua următoare este împușcat Kastenov, care lucra ca zugrav, iar Kojak bănuiește că trebuie să existe o legătură între uciderile lui Fitzev și Kastenov și moartea cu 5–6 săptămâni în urmă a unui alt rus bătrân, Dmitri Gorbachev. Barak îl abordează în seara aceleiași zile pe Kojak și îi spune să nu fie îngrijorat pentru dispariția sa de acasă pentru că trebuie să plece din oraș pentru a rezolva niște afaceri urgente, iar apoi se întâlnește cu fiica sa în metrou și o anunță că va lipsi pentru o vreme. În caz de nevoie, cei doi urmează să comunice prin intermediul unor mesaje transmise prin intermediul computerului.
Cele trei crime par a nu avea legătură una cu alta, neexistând niciun motiv clar pentru comiterea acestora: victimele erau cetățeni respectabili, fără dușmani, iar toți cunoscuții lor îi vorbeau numai de bine. Cu toate acestea, poliția descoperă, în urma analizei balistice a gloanțelor, că Fitzev și Kastenov au fost uciși cu aceeași armă. Ancheta poliției se împotmolește însă după ce se află că dosarele de imigrare⁠(d) ale celor trei ruși fuseseră trimise la Departamentul de Stat de la Washington, iar Kojak se deplasează la sediul newyorkez al departamentului, unde Chris Kennert, secretarul pentru afaceri europene, îl anunță că dosarele respective conțin informații clasificate și că nu poate avea acces la ele. Ca urmare a insistenței lui Kojak, Kennert o roagă pe asistenta sa, Dana Sutton, să-i permită locotenentului accesul la acele dosare și, de asemenea, să-l informeze cu privire la evoluția anchetei. Dana Sutton cercetează arhiva federală din New York și află că cei trei ruși aveau aproximativ aceeași vârstă, au fost în timpul celui de-al Doilea Război Mondial în lagărul de concentrare⁠(d) de la Koldîcevo⁠(d), unde fusese internat și Peter Barak, și emigraseră în Statele Unite ale Americii la scurt timp după sfârșitul războiului. În urma vizionării unui film făcut de Armata Roșie la Koldîcevo, Kojak descoperă că ofițerul SS din fotografia găsită în biroul lui Barak era Heinrich Buchart, comandantul lagărului.
Într-una din zilele următoare, Vadim Sevatsky este găsit împușcat într-un vagon de metrou, după ce se aflase anterior că mormântul lui din cimitirul rusesc din New York era gol. Ancheta se intensifică, după ce se descoperă în arhivele federale un document scris în limba rusă, ce conținea imaginea emblemei Diviziei Belaruse⁠(d) a Waffen-SS. Membrii acelei divizii erau colaboratori ruși ai naziștilor, implicați în săvârșirea mai multor masacre la adresa populației civile. Situația se precipită după ce Buchart o contactează pe Elissa și îi cere să-i divulge locul unde se ascunde tatăl ei. Elissa își contactează tatăl la sfatul lui Kojak, iar doi agenți federali intervin pentru capturarea lui Barak, fiind însă opriți. Kojak se confruntă apoi cu Kennert și îl acuză că i-a trimis pe agenți pentru a-l ucide pe Barak, dar Kennert susține că agenții urmau să-l aducă Barak pentru un interogatoriu. Deranjată că a fost folosită, agenta federală Dana Sutton vine în ajutorul lui Kojak și îi predă dosarele pe care le primise de la Washington. Locotenentul află astfel că victimele crimelor fuseseră colaboraționiști ai naziștilor în vremea ocupației germane a Bielorusiei⁠(d) și, după război, fuseseră aduși în secret în SUA pentru a fi înrolați într-o unitate specială ce urma să desfășoare operațiuni secrete în Uniunea Sovietică în perioada Războiului Rece. El își dă seama astfel că ucigașul celor patru ruși nu era Buchart, ci Peter Barak, care încerca astfel să-și facă singur dreptate. În acest moment, superiorii săi ordonă abandonarea cazului, sugerând că un astfel de ordin a venit de la Departamentul de Stat al SUA.
Acționând pe cont propriu, Kojak și ajutorul său, detectivul Lustig, încearcă să-l găsească pe Peter Barak, înainte de confruntarea acestuia cu Buchart, și verifică mai multe locuri frecventate de acesta. Buchart îl găsește însă primul pe Barak la un depozit comercial abandonat, iar Kojak și Lustig ajung chiar în timp ce Barak se pregătea să-l ucidă pe fostul comandant nazist. Kojak încearcă să-și convingă vechiul prieten să arunce arma, dar Barak, care nu mai avea încredere în autorități după ce îi denunțase inutil pe foștii colaboraționiști, îl împușcă pe Buchart. Procesul lui Barak nu mai are însă loc, deoarece procurorul districtual adjunct intervine pentru retragerea acuzațiilor. Kojak susține totuși că va lupta până la dezvăluirea adevărului.

## Distribuție
- Telly Savalas — locotenentul de poliție Theo Kojak[4][8][12][17]
- Suzanne Pleshette — Dana Sutton, secretar asistent pentru afaceri europene în cadrul Departamentului de Stat[4][8][12][17]
- Max von Sydow — Peter Barak, proprietarul unei firme de import-export, un vechi prieten al lui Kojak[4][8][12][17]
- Herbert Berghof — Heinrich Buchart (Buchardt), fost Obersturmbannführer SS, fostul comandant al lagărului de concentrare⁠(d) de la Koldîcevo⁠(d)[4][8][12][17]
- Dan Frazer — căpitanul Frank McNeil, fostul șef al lui Kojak[4][8][12][17]
- Betsy Aidem — Elissa Barak, fiica lui Peter Barak, istoric al arhitecturii[4][8][12][17]
- Alan Rosenberg — detectivul Lustig, ajutorul lui Kojak[4][8][12][17]
- Charles Brown — căpitanul Julius Gay, șeful secției de poliție, superiorul lui Kojak[4][8][12][17]
- George Savalas⁠(d) — detectivul Stavros[4][8][12][17]
- David Leary⁠(d) — Chris Kennert, secretarul pentru afaceri europene al Departamentului de Stat[4][8][12][17]
- Harry Davis⁠(d) — rabinul Sam, un vechi prieten al lui Kojak[3][4][8][17]
- Rita Karin — doamna Fitzev, soția lui Vladimir Fitzev[3][4][12][17]
- Mark B. Russell — detectivul Saperstein[4][8][12][17]
- Vince Conti⁠(d) — detectivul Rizzo[4][8][12][17]
- Margaret Thomson — dra Hingle, secretara lui Kennert[3][4][17]
- Otto von Wernherr⁠(d) — bodyguardul lui Buchardt[3][4][17]
- James Handy⁠(d) — agent FBI[4][17]
- Dan Lauria — agent FBI[4][17]
- Clarence Felder — detectivul Kelly[4][8][12][17]
- Martin Shakar⁠(d) — procurorul districtual adjunct[1][17]
- Noberto Kerner — Nicolae Kastenov, zugrav, fost comandant al poliției naziste din Belarus[10][17]
- Herman Schwedt — Vadim Sevatsky, fost conducător al administrației ținutului Minsk[10][17]
- José Angel Santana — agentul de poliție Ristivo (menționat Jose Santana)[10][17]
- Adam Klugman⁠(d) — agentul de poliție Lane[4][8][12][17]
- Michael Longfield — sergentul de poliție[3][4][17]
- Sal La Pera — Vladimir Fitzev, tipograf, fost editor al ziarului fascist Granitza, supraveghetorul masacrului nazist din districtul Borozo[10]
- Brian Keeler — editorul de film[10][17]
- Lidia Prochnicka — femeia în doliu de la cimitir (menționată Lydia Prochnicka)[10][17]
- R. J. Adams⁠(d) — agentul federal Meris (nemenționat)[18]
- Nick Conti — judecătorul procesului lui Peter Barak (nemenționat)[18]
- Reginald VelJohnson⁠(d) — polițistul de la tribunal (nemenționat)[18]

## Producție

### Sursa de inspirație
Scenariul filmului a fost inspirat din cartea de non-ficțiune The Belarus Secret („Secretul belarus”, 1982) a scriitorului american John Loftus⁠(d) (n. 1950). Autorul cărții fusese procuror în cadrul Oficiului de Investigații Speciale⁠(d) al Departamentului de Justiție și efectuase cercetări cu privire la criminalii de război naziști, descoperind documente care dovedeau o conspirație a unor funcționari de rang înalt ai Departamentului de Stat cu unii comandanți ai SS pentru aducerea în Statele Unite ale Americii a câtorva sute de bieloruși (denumiți „ruși albi”). Unii dintre acești bieloruși colaboraseră cu naziștii în perioada Ocupației germane a Bielorusiei⁠(d) și supravegheaseră execuțiile a mii de evrei.
Loftus a susținut în cartea sa că numeroși colaboraționiști belaruși⁠(d), inclusiv un număr mare de foști membri ai Diviziei 30 Grenadieri⁠(d) („Belarusă”) a Waffen-SS, au primit ajutor după război din partea Statelor Unite ale Americii, datorită în mare măsură eforturilor depuse de ofițerul american de informații Frank Wisner⁠(d). Încălcând prevederile legii federale, afirma Loftus, Biroul pentru Coordonarea Politicilor⁠(d) (un departament al CIA) i-a ajutat să obțină vize și apoi cetățenia americană. Colaboraționiștii naziști urmau să joace un rol cheie în Europa ocupată de sovietici. Potrivit afirmațiilor lui Loftus, acești indivizi urmau a fi folosiți în campaniile de propagandă antisovietică și spionaj din perioada Războiului Rece, iar, după abandonarea proiectului, serviciile de informații i-au protejat de expunere timp de zeci de ani.
Într-o recenzie a cărții, publicată în ziarul The New York Times, s-a scris:
| “ | Se poate pune întrebarea dacă autorul, în zelul său, nu a exagerat anumite aspecte ale materialului său. El spune că 300 de naziști bieloruși și un „număr chiar mai mare de naziști ucraineni” au fost introduși ilegal în țară. Dar nu reușește să facă o deosebire între criminalii de război dovediți, complicii și alți colaboratori poate mai puțin vinovați. [...] Cu toate acestea, The Belarus Secret urmează să fie cu siguranță o sursă valoroasă de informații atunci când Congresul va relua audierile, probabil în toamnă, cu privire la acuzațiile de mușamalizare a crimelor de război. | ” |

Istoricul și „vânătorul de naziști⁠(d)” israelian Efraim Zuroff⁠(d) a considerat că The Belarus Secret este o o carte controversată și s-a referit la recenzia lui Charles R. Allen Jr. din revista Jewish Currents⁠(d), în care Allen s-a alăturat criticilor active la adresa lui Loftus și l-a numit „escroc” și „mincinos”, iar istoricul american, cercetător al criminalității naziste, David Marwell⁠(d) a descris-o drept „cel mai prost tip de istorie scrisă de amatori” pentru că ar fi „prost scrisă, superficial cercetată și slab documentată”, concluzionând că „este o istorie înșelătoare pentru că deformează faptele, distorsionează evenimentele și denaturează temele majore”.
În anul 2009 Vitaly Zaika, un membru al Centrului pentru Istorie Evreiască⁠(d) (Center for Jewish History) din New York, a criticat aspru cartea în ziarul Беларус⁠(d) (Belarus), publicat de emigranții belaruși din Statele Unite ale Americii, și l-a acuzat pe Loftus de propagarea unor falsuri istorice.

### Succesul serialuluiKojak

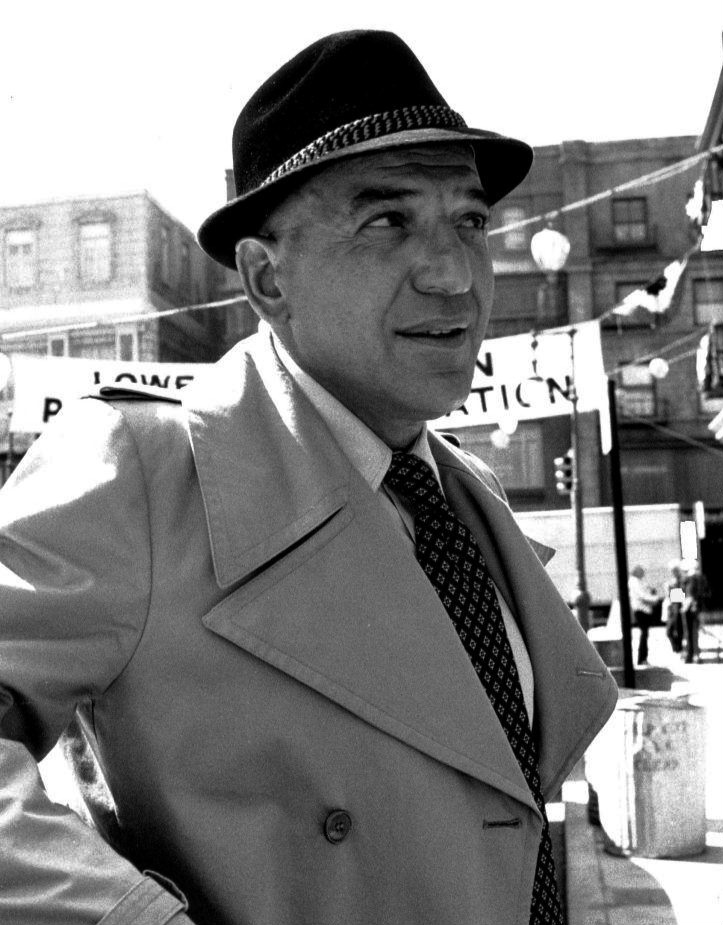
Actorul Telly Savalas în rolul locotenentului Theo Kojak

Serialul de televiziune Kojak, care are 118 episoade cu durata mai mică de o oră și a fost difuzat în perioada octombrie 1973 – aprilie 1978, a prezentat frecvent anchetarea unor infracțiuni complicate și a devenit deosebit de popular în Statele Unite ale Americii. Succesul serialului s-a datorat atât aspectului său realist dobândit ca urmare a filmării majorității episoadelor pe străzile din New York, cât și carismei actorului Telly Savalas, care a câștigat Premiul Emmy pentru cel mai bun actor într-un serial dramatic în 1974.
Personajul principal al serialului este locotenentul de poliție Theo Kojak (interpretat de Telly Savalas), un detectiv dur și înțelept de la secția 123 din Manhattan South, care suge acadele, cunoaște bine viața de pe străzile orașului și încalcă adesea procedurile specifice. Vechiul său partener, Frank McNeil (interpretat de Dan Frazer), devenise la începutul serialului detectiv-șef și, prin urmare, șeful lui Kojak. Locotenentul Kojak conducea o echipă de detectivi formată, printre alții, din Bobby Crocker (Kevin Dobson⁠(d)), Stavros (George Savalas⁠(d)), Rizzo (Vince Conti⁠(d)) și Saperstein (Mark B. Russell), care-i furnizau șefului lor tot sprijinul logistic și documentar de care avea nevoie.
Actorul de origine greacă Aristotelis („Telly”) Savalas jucase în vreo 60 de filme înaintea apariției în serialul Kojak, fiind distribuit adesea în roluri de răufăcător, și s-a ras în cap special pentru rolul Pilat din Pont din The Greatest Story Ever Told (1965). Publicul îi reținuse figura, dar nu-și mai amintea numele lui. Prima apariție a locotenentului Kojak a avut loc în filmul de televiziune The Marcus-Nelson Murders (1973), care a devenit episodul pilot al serialului Kojak. În cursul celor cinci ani ai serialului, actorul Telly Savalas a ajuns să se identifice atât de mult cu personajul, încât a afirmat că „Dacă oamenii îl cunosc pe Kojak, mă cunosc pe mine. Dacă îl iubesc pe Kojak, mă iubesc pe mine.”. Această identificare s-a datorat faptului că actorul copilărise pe străzile New York-ului și a putut intra ușor în rolul personajului, nefiind nevoit să improvizeze. Cei cinci ani în care a jucat rolul personajului Kojak, detectivul chel și bine îmbrăcat care colinda străzile rău famate ale New York-ului, l-au transformat pe Telly Savalas într-unul dintre cei mai cunoscuți actori ai vremii sale, iar replica sa legendară „Who loves ya, baby?” a devenit cunoscută și aproape la fel de îndrăgită ca „Give me liberty, or give me death!”, „Play it again, Sam” sau „I could have been a contender”.
Cu toate acestea, în ciuda faptului că serialul a fost difuzat în zeci de țări din toată lumea, Savalas nu a reușit să repete acest succes fenomenal în filmele ulterioare în care a jucat, ca urmare a asocierii sale permanente cu faimosul personaj, și l-a făcut să afirme că ar fi dispus să joace din nou rolul Kojak („Nu am nimic împotrivă să-l interpretez din nou” și „Dacă voi face o altă serie, el ar putea deveni un personaj clasic ca Sherlock Holmes”). Actorul, care devenise tată pentru a cincea oară în decembrie 1984, a refuzat inițial oferta CBS, dar entuziasmul și căldura publicului la adresa personajului (cu care s-a confruntat inclusiv cu câteva luni mai înainte la Leningrad) l-au determinat să accepte și chiar să-și afirme disponibilitatea de a juca în 6–8 episoade pe an.

### Pregătiri
La peste șase ani de la încheierea serialului, producătorii companiei Universal Television⁠(d) au hotărât să profite de popularitatea personajului și l-au convins pe Telly Savalas să reia rolul care-l făcuse celebru într-un nou film de televiziune. Readucerea pe ecran a locotenentului Kojak fusese dorită de mai multă vreme de conducerea rețelei CBS, dar, după opinia lui Savalas, compania Universal (producătoarea serialului) amânase acest proiect pentru a câștiga mai mulți bani de pe urma redifuzării episoadelor.
Noul film de televiziune nu a avut la bază o poveste originală, ci a ecranizat cartea The Belarus Secret (1982), care prezintă relațiile complexe dintre spionii naziști și unii imigranți ruși din America. Motivul alegerii unui subiect legat de Germania Nazistă ar fi fost, în opinia criticului John J. O'Connor, împlinirea a 40 de ani de la încheierea celui de-al Doilea Război Mondial, eveniment aniversat oficial în America în anul 1985.
Se pare că producătorii aveau inițial alte intenții și că alegerea subiectului noului film a fost mai degrabă rezultatul unei întâmplări. În cursul unei întâlniri, Tom Thayer (vicepreședinte al companiei Universal Television) și James Duff McAdams (producătorul serialului Kojak) au propus conducerii rețelei CBS realizarea unui film de televiziune după cartea lui Loftus, dar conducerea rețelei a refuzat această idee, considerând-o prea complexă pentru un public de masă. Tot atunci s-au purtat, de asemenea, discuții cu privire la reluarea serialului Kojak, iar Thayer, care își dorea cu orice preț ecranizarea cărții lui Loftus, a sugerat combinarea celor două proiecte într-unul singur. Conducerea CBS, care își dorea la rândul ei reluarea serialului, a acceptat această soluție de compromis, ceea ce l-a făcut pe regizorul Markowitz să admită ulterior că „este o adevărată căsătorie de televiziune [...], dar singurul mod în care acest subiect putea fi tratat era să fie purtat pe spatele unui film cu Kojak”.

### Filmări
Ecranizarea cărții The Belarus Secret a fost realizată de compania Universal City Studios și i-a avut ca producători pe Albert Ruben (producător), James Duff McAdams (producător executiv) și Michael Scott (producător asociat) și ca regizor pe Robert Markowitz. Scenariul filmului a fost scris de Albert Ruben, în colaborare cu Abby Mann⁠(d) (creatorul personajului Kojak), și a fructificat, de asemenea, unele informații din articolele recente din presă despre selectarea de către agenții americani a unor militari și colaboratori naziști pentru a putea fi infiltrați ulterior în serviciile de spionaj sovietice. Scriitorul John Loftus a fost consilier tehnic al filmului.
Savalas a acceptat să joace din nou rolul locotenentului Kojak cu condiția ca producătorii să reangajeze vechea sa echipă din serialul original: căpitanul McNeil interpretat de Dan Frazer, detectivul Stavros interpretat de George Savalas⁠(d), fratele mai mic al interpretului principal (acesta este ultimul său rol, deoarece a murit de leucemie la 2 octombrie 1985, la scurt timp după filmări) și detectivii Rizzo și Saperstein interpretați de Vince Conti⁠(d) și Mark B. Russell. Singurul care lipsește este detectivul Bobby Crocker, ajutorul principal al lui Kojak, ca urmare a faptului că actorul Kevin Dobson⁠(d) obținuse un rol principal în sitcomul Knots Landing (1979–1993), un spin-off al serialului Dallas, și nu a mai dorit să joace un rol secundar; actorul a revenit ulterior în episodul „Kojak: It's Always Something” ca procurorul districtual adjunct Robert Crocker.
Activitatea prestată în tinerețe pentru Agenția de Informații⁠(d) (United States Information Agency) a Departamentului de Stat l-a ajutat pe Savalas să înțeleagă mecanismele politicii americane și să intre mai bine în rolul unui ofițer de poliție care se confrunta cu birocrația și restricțiile agențiilor guvernamentale de informații. Întrebat cu privire la noua versiune a personajului Kojak, actorul a afirmat: „El este încă un renegat atunci când vine vorba de birocrație, deși nu a fost niciodată promovat. [...] Practic, valorile lui sunt în continuare aceleași. Este dedicat slujbei sale cu un sentiment de corectitudine și cu o oroare față de violență. Nu este niciodată violent decât dacă trebuie să fie.” și a subliniat că vrea să dea personajului o dimensiune mai extinsă. Producătorii i-au distribuit, de asemenea, în două roluri principale pe faimoșii actori Suzanne Pleshette și Max von Sydow; ultimul dintre ei era o cunoștință mai veche a lui Savalas și jucase rolul Isus Cristos în The Greatest Story Ever Told (1965). Sydow, care se născuse în sudul Suediei și luase contact cu refugiații atât în timpul războiului după invadarea Danemarcei, cât și după război când a efectuat un turneu artistic cu un grup de dansatori prin taberele temporare organizate de contele Bernadotte, joacă în acest film rolul unui imigrant torturat de amintirile din vremea celui de-al Doilea Război Mondial.
Filmările au fost realizate în diferite locuri din New York de către directorul de imagine Alan Metzger⁠(d), sub coordonarea regizorului Robert Markowitz. Printre locurile de filmare se află Parcul Carl Schurz⁠(d) de pe malul East River⁠(d), cu podurile Triborough⁠(d) și Hell Gate⁠(d) pe fundal (la începutul filmului și apoi în scena în care Kojak se întâlnește cu cpt. McNeil), Podul Queensboro⁠(d) (pe care trece mașina care-l aduce pe Buchart), Secția 9 a NYPD⁠(d) (secția de poliție unde lucrează echipa lui Kojak), Cathedral of St. John the Divine⁠(d) de pe Amsterdam Avenue⁠(d) nr. 147 (unde Kojak o întâlnește pe Elissa Barak), Jacob K. Javits Federal Building⁠(d) din Piața Foley⁠(d) (biroul newyorkez al Departamentului de Stat), Cimitirul greco-catolic „St Peter” din Passaic (unde este înmormântat Kastenov), Sinagoga⁠(d) de pe Stanton Street⁠(d) nr. 180 (unde Kojak îl întâlnește pe rabin), W 79th St (sensul giratoriu unde Elissa Barak își întâlnește tatăl) etc.
Decorurile filmului au fost concepute de Richard Bianchi, iar costumele au fost create de John Boxer. Muzica a fost compusă de Barry De Vorzon și Joseph Conlan, sunetul a fost înregistrat de Nat Boxer, iar montajul a fost realizat de Katherine Wenning. Durata filmului este de 95 de minute. Actorul Telly Savalas a reluat ulterior rolul Kojak în filmul de televiziune Kojak: The Price of Justice (1987) și apoi în alte câteva filme, care au fost difuzate în mod neregulat.

## Lansare
Kojak: The Belarus File a fost difuzat în premieră la 16 februarie 1985 în cadrul emisiunii „CBS Saturday Movie” de la postul de televiziune CBS. Difuzarea filmului a avut loc între orele 21 și 23. O reclamă de la CBS l-a numit drept „Cazul care l-a adus înapoi pe Kojak” (The case that brought Kojak back). Filmul a fost prezentat, de asemenea, și în alte țări precum Republica Federală Germania (ianuarie 1986, premieră video), Argentina (1 octombrie 1986, premieră video), Marea Britanie (31 august 1987), Țările de Jos (5 decembrie 1987), Japonia (23 iunie 1989, premieră video) și Franța (23 noiembrie 1990).
Încercarea producătorilor de a relua popularul serial polițist a fost nereușită, iar, după doi ani, a fost realizat un nou film de televiziune intitulat Kojak: The Price of Justice (1987), în care au fost operate unele modificări: locotenentul Kojak a fost avansat la gradul de inspector și a primit conducerea unei unități noi, iar, din acest motiv, a trebuit să lucreze cu o echipă nouă.

## Recepție

### Dezbateri cu privire la subiect
Includerea tematicii Holocaustului într-un film polițist melodramatic, destinat publicului larg, a provocat dezbateri la vremea apariției sale. Unii specialiști, precum dr. Gerald („Jerry”) Margolis, directorul Centrului Simon Wiesenthal din Los Angeles, au atras atenția că, prin amestecarea unei tragedii istorice de mare amploare cu producții artistice cu scop preponderent comercial, exista riscul trivializării problemelor morale. În opinia lui Margolis, Holocaustul putea să devină astfel „doar un vehicul pentru a spune un alt tip de poveste”.
Autorul John Loftus, care a servit pe post de consultant tehnic al filmului, a apărat ecranizarea cărții sale și a susținut că educarea publicului cu privire la anumite evenimente istorice se poate face chiar mai bine prin intermediul filmelor comerciale: „Filmul prezintă momentele istorice destul de fidel și într-un mod foarte plăcut. Americanii sunt mai puțin doritori să citească istorie, așa că acest tip de abordare fictivă este, poate, necesară pentru a educa oamenii.”. Cu toate că și-a exprimat regretul pentru prezentarea în acest mod a subiectul tragic al Holocaustului, regizorul Markowitz a argumentat la rândul său că, în lipsa acestei concesii, filmul nu s-ar mai fi făcut deoarece publicul televiziunilor comerciale era interesat în primul rând de filme de acțiune și filme de aventuri.

### Aprecieri critice
Recenziile critice au evidențiat atractivitatea subiectului, interpretările de calitate și revolta lui Kojak cu privire la birocrația și unele aspecte imorale ale politicii americane. Astfel, criticul John J. O'Connor a consemnat în ziarul The New York Times că locotenentul Kojak se mișcă printr-un „teritoriu alunecos”, pe care îl străbate „cu renumita sa integritate dură intactă” și a lăudat interpretările unor actori ca Telly Savalas (care dovedește același farmec în interpretarea cunoscutului personaj), Suzanne Pleshette („interpretare descurcăreață în stilul lui Kojak”), Von Sydow și Berghof („minunat de pricepuți”). Concluzia criticului este următoarea: „Tonul este glacial, iar spațiile din New York, acoperite de graffiti, sunt uneori amenințătoare, dar lucrând la o scară relativ mică, această apariție a lui Kojak își atinge scopul cu o pasiune surprinzătoare. Atunci când un Kojak amărât acuză că toți cei implicați în conspirația guvernamentală «scuipă pe mormintele copiilor care s-au luptat cu Hitler timp de cinci ani», vechea formulă polițistă se dovedește zguduitor de eficientă.”.
Jurnalista specializată în critică de film Judith Crist, care a predat la Școala de Jurnalism⁠(d) a Universității Columbia (Columbia's School of Journalism), a remarcat în recenzia sa pentru revista TV Guide că „toată lumea este într-o formă bună, iar locurile din New York la fel de pline de viață ca întotdeauna” și a adăugat că „și cazul în sine, care ajunge până în perioada ocupației naziste a unei părți a Uniunii Sovietice, este extrem de important”. Atractivitatea subiectului și, mai ales, a filmului a fost observată, de asemenea, de istoricul de film James Robert Parish, care a susținut că, în ciuda faptului că intriga este complexă și implauzibilă și soluția ei „sofisticată”, dar nu „foarte interesantă”, filmul este plăcut de vizionat ca urmare „a atmosferei spectacolului și a personalității dure a lui Kojak”. Criticul revistei Daily Variety a consemnat în cronica sa că „Savalas continuă să joace rolul Kojak ca și cum ar purta o veche și confortabilă pălărie Fedora – cu amestecul dur de bravadă, viclenie și introspecție – pentru a menține spectatorul interesat de o poveste care ar fi putut fi spusă categoric în mai puțin de două ore”. În mod similar, Steven H. Scheuer a susținut bucuros că personajul „încă mai are gustul și aroma care l-au făcut un nume cunoscut timp de cinci ani”, în timp ce publicistul Larry James Gianakos a observat o transformare a personajului într-un „detectiv mai contemplativ”, care își găsește timp chiar și pentru un interludiu romantic în cursul anchetei.
Au existat însă și opinii mai aspre la adresa filmului. Astfel, criticii de televiziune Harry Castleman și Walter J. Podrazik au scris că filmul Kojak: The Belarus File este „dezamăgitor” deoarece „polițistul chel se potrivește prost într-un scenariu construit superficial după romanul de spionaj The Belarus Secret al lui John Loftus”.
Enciclopedia cinematografică germană Lexikon des internationalen Films descrie astfel acest film: „La New York, un fost deținut într-un lagăr de concentrare și un colaborator rus al naziștilor se angajează într-un duel sângeros. Theo Kojak, inspectorul șef al brigăzii de omucideri, se confruntă cu un caz complicat, mai ales că în afacere sunt implicate serviciile secrete americane și sovietice. Film polițist destul de atractiv din punct de vedere tematic inspirat din serialul de televiziune Kojak.”.